# Chiesa di Sant'Antonio Abate (Borgomaro)
La chiesa di Sant'Antonio Abate è un luogo di culto cattolico situato nel comune di Borgomaro, in piazza Felice Cascione, in provincia di Imperia. La chiesa è sede della parrocchia di Sant'Antonio e di San Bernardino da Siena (quest'ultima comprendente la comunità frazionaria di Candeasco) della zona pastorale di Pontedassio della diocesi di Albenga-Imperia.

## Storia e descrizione

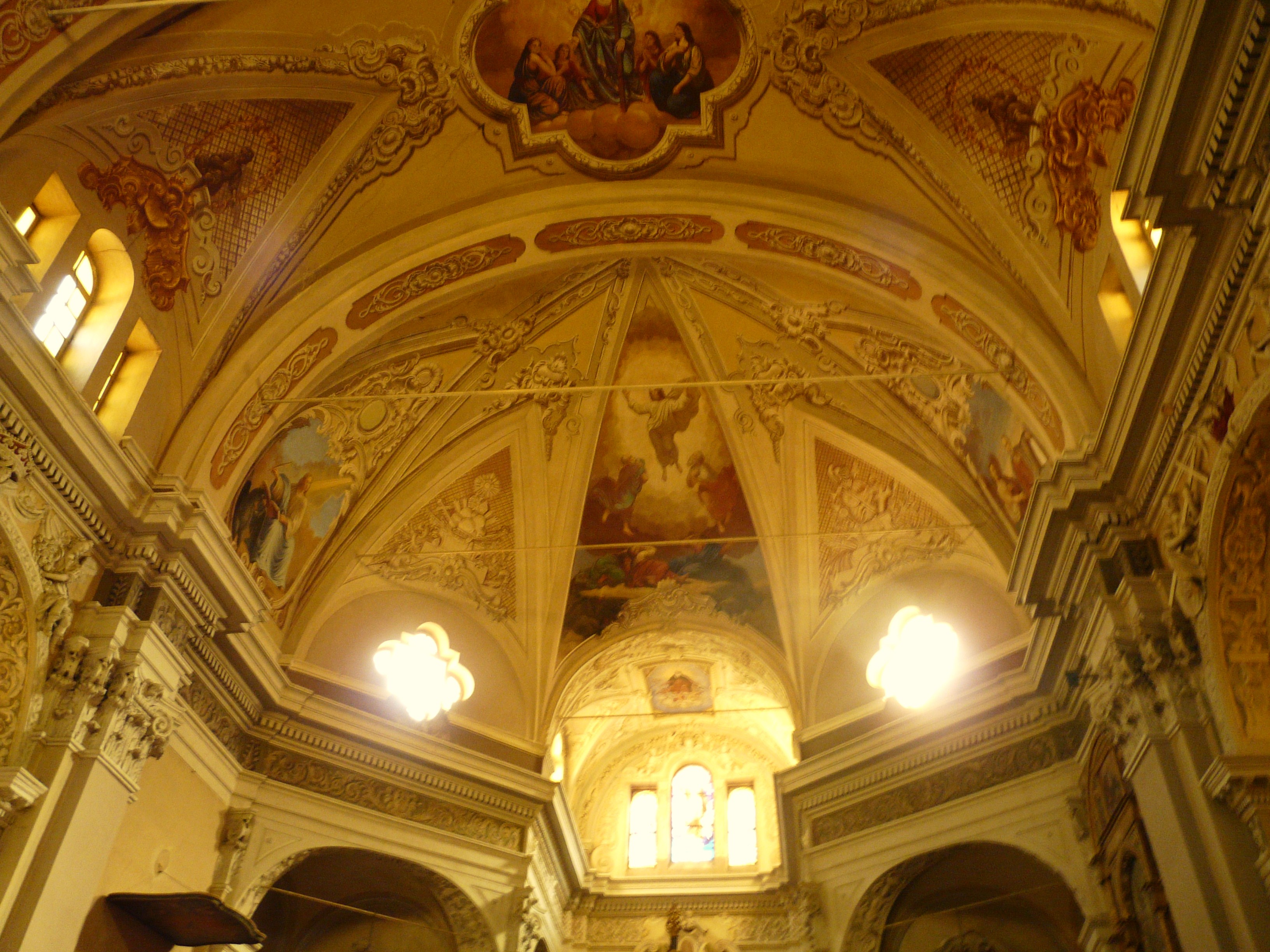
L'interno

Già sede di un edificio religioso del tardo medioevo, ubicato nella piazza principale del centro borgomarese, l'attuale struttura fu edificata nel XVII secolo su un progetto degli architetti locali Marvaldi; l'inizio dei lavori è datato al 1674.
Solamente nel 1842 la chiesa di Borgomaro ereditò il titolo di parrocchiale della comunità dalla pieve dei Santi Nazario e Celso, come da decreto vescovile di monsignor Raffaele Biale della diocesi di Albenga.
L'attuale struttura si presenta in stile architettonico barocco, ad unica navata e con due cappelle laterali dedicate alla Madonna delle Grazie e alla Madonna del Suffragio; la facciata esterna, invece, dopo il rifacimento nel 1847 ad opera dell'architetto Giuseppe Lalley è in stile neoclassico.
Gli affreschi della volta raffigurano la Fede e le quattro virtù cardinali, mentre ai lati della stessa figurano le riproduzioni dei quattro evangelisti: san Matteo, san Marco, san Luca e san Giovanni.
Tra le opere di pregio artistico e architettonico si conservano: il dipinto settecentesco della Madonna con Bambino e i santi Giuseppe, Antonio da Padova, Carlo Borromeo e Francesco Saverio; il polittico dei Santi Nazario e Celso del pittore Pietro Guidi da Ranzo nella parete a destra dell'altare maggiore; il polittico di Raffaele De Rossi (aiutato pure dal figlio Giulio) raffigurante L'incontro di Gesù con la Veronica; il quadro della Trasfigurazione nell'archivolto; la statua di San Rocco e di Sant'Antonio abate, entrambe dello scultore Giambattista Drago del XIX secolo; un ostensorio attribuito ad Anton Maria Maragliano.
Il concerto campanario, invece, è composto: dalle tre campane maggiori della Fonderia Cascione Da Borgomaro, datate 1817, la quarta campana, datata 1986, della Fonderia Roberto Mazzola e la quinta campana, datata 2021, della Fonderia Allanconi di Ripalta Cremasca. Questo concerto, si dice sia uno dei più belli delle valli Impero e Maro.
Dell'antica struttura trecentesca rimane la testimonianza dell'attiguo campanile.